# Taillades
Taillades település Franciaországban, Vaucluse megyében. Lakosainak száma 1998 fő (2022. január 1.). Taillades Cavaillon, Cheval-Blanc és Robion községekkel határos.

## Népesség
A település népessége az elmúlt években az alábbi módon változott:
| Lakosok száma | 1965 | 1944 | 1968 | 1909 | 1923 | 1921 | 1917 | 1957 | 1998 |
|               | 2013 | 2015 | 2016 | 2017 | 2018 | 2019 | 2020 | 2021 | 2022 |